# Дараньи, Кальман
Ка́льман Да́раньи (иногда — Калман; венг. Darányi Kálmán [ˈdɒraːɲi ˈkaːlmaːn]; 22 марта 1886, Будапешт — 1 ноября 1939, Будапешт) — венгерский политик, премьер-министр Королевства Венгрии в 1936-38.
Родился во влиятельной дворянской семье; его дядя Игнац Дараньи был министром сельского хозяйства Венгрии в 1895—1903. Получил юридическое образование; некоторое время работал чиновником.
В 1927 году был избран в парламент. В 1935 году был назначен министром сельского хозяйства, а после смерти Дьюлы Гёмбёша стал премьер-министром. Дараньи возвратил отменённое ранее тайное голосование на выборах, однако ещё более сократил общее число избирателей. Кроме того, были расширены полномочия Миклоша Хорти. Кабинет также провёл ряд антисемитских законов. Во внешней политике Дараньи продолжал линию своих предшественников на ревизию Трианонского договора. В марте 1938 года заявил о необходимости масштабного перевооружения армии («Дьёрская программа»), однако вскоре после аншлюса Австрии ушёл в отставку. В 1938—1939 годах был спикером парламента, умер 1 ноября 1939 года, находясь в должности.